# Homonota underwoodi
Espèce
Homonota underwoodi est une espèce de geckos de la famille des Phyllodactylidae.

## Répartition
Cette espèce est endémique d'Argentine. Elle se rencontre dans les provinces de San Juan et de  Mendoza.

## Étymologie
Cette espèce est nommée en l'honneur de Garth Underwood.

## Publication originale
- Kluge, 1964 : A revision of the South American Gekkonid lizard genus Homonota Gray. American Museum Novitates, no 2193, p. 1—41 (texte intégral).